# Lullaby of Birdland/Later
Lullaby of Birdland/Later è un singolo della cantante statunitense Ella Fitzgerald, pubblicato nel 1954.
Il singolo fu pubblicato su dischi in gommalacca 10" a 78 giri e in vinile 7" a 45 giri.
Entrambi i brani presenti nel disco furono estratti dall'album Lullabies of Birdland. Il brano Lullaby of Birdland è uno standard jazz scritto due anni prima da George Shearing, con testo di George David Weiss (sotto lo pseudonimo "B. Y. Forster").

## Tracce
1. Lullaby of Birdland – 2:46 (testo: B. Y. Forster – musica: George Shearing)
2. Later – 2:28 (testo: Henry Glover – musica: Tiny Bradshaw)

## Formazione
- Ella Fitzgerald - voce
- Sy Oliver - direttore d'orchestra e del coro